# Diplotaxis concava
Diplotaxis concava är en skalbaggsart som beskrevs av Patricia Vaurie 1960. Diplotaxis concava ingår i släktet Diplotaxis och familjen Melolonthidae. Inga underarter finns listade i Catalogue of Life.